# Prva liga Srbije u rukometu
Superliga Srbije u rukometu ili Prva liga Srbije je najviši rang rukometne lige za muškarce u Srbiji. Liga je nastala 2006. godine nakon raspada Srbije i Crne Gore i ukidanja bivše Superlige Srbije i Crne Gore.
Trenutno broji 14 klubova koji se natječu u glavnom dijelu lige, a najbolji prelaze u novu razinu natjecanja u borbi za prvaka Srbije u rukometu.

## Klubovi u sezoni 2017./18.
- Vojvodina - Novi Sad (natječe se i u SEHA ligi)
- Dinamo - Pančevo (natječe se i u SEHA ligi)
- Železničar 1949 - Niš
- Jugović - Kać
- Metaloplastika - Šabac
- Mokra Gora - Zubin Potok
- Obilić - Beograd
- Partizan - Beograd
- Požarevac - Požarevac
- Rudar - Kostolac
- Sloga - Požega
- Spartak Vojput - Subotica
- Crvena zvezda - Beograd
- Šamot 65 - Aranđelovac

## Pobjednici prvenstva
| Sezona    | Prvak                  | Drugo mjesto             | Treće mjesto           |
| 2006./07. | Crvena zvezda, Beograd | Partizan, Beograd        | Proleter, Zrenjanin    |
| 2007./08. | Crvena zvezda, Beograd | Kolubara, Lazarevac      | Proleter, Zrenjanin    |
| 2008./09. | Partizan, Beograd      | Kolubara, Lazarevac      | Crvena zvezda, Beograd |
| 2009./10. | Kolubara, Lazarevac    | Crvena zvezda, Beograd   | Metaloplastika, Šabac  |
| 2010./11. | Partizan, Beograd      | Crvena zvezda, Beograd   | Kolubara, Lazarevac    |
| 2011./12. | Partizan, Beograd      | Vojvodina, Novi Sad      | Radnički, Kragujevac   |
| 2012./13. | Vojvodina, Novi Sad    | Partizan, Beograd        | Vrbas, Vrbas           |
| 2013./14. | Vojvodina, Novi Sad    | Radnički, Kragujevac     | Metaloplastika, Šabac  |
| 2014./15. | Vojvodina, Novi Sad    | Spartak Vojput, Subotica | Metaloplastika, Šabac  |
| 2015./16. | Vojvodina, Novi Sad    | Metaloplastika, Šabac    | Partizan, Beograd      |
| 2016./17. | Vojvodina, Novi Sad    | Dinamo, Pančevo          | Crvena zvezda, Beograd |
| 2017./18. | u tijeku               | u tijeku                 | u tijeku               |

## Vanjske poveznice
- Službena web stranica lige (srp.)